# Schwedisches Dialektalphabet
Das schwedische Dialektalphabet (schwedisch Landsmålsalfabetet) ist ein phonetisches Alphabet, das 1878 von Johan August Lundell geschaffen wurde und als Lautschrift für schwedische Dialekte verwendet wird. Die ursprüngliche Version bestand aus 89 Buchstaben; Carl Jakob Sundevall schlug 42 Buchstaben vor, die aus dem phonetischen Alphabet stammten. Das schwedische Dialektalphabet ist seitdem auf über 200 Buchstaben angewachsen. Darin werden lateinische Buchstaben um Symbole ergänzt, die aus anderen Sprachen entnommen wurden (darunter Modifikationen von þ und ð aus germanischen Alphabeten, γ und φ aus dem griechischen Alphabet und ы aus dem kyrillischen Alphabet) bzw. mit systematischen Verzierungen erweitert wurden. Es existieren darüber hinaus verschiedene diakritische Zeichen, um Prosodie darzustellen.
Das Alphabet wurde ausgiebig zur Beschreibung schwedischer Dialekte, sowohl in Schweden als auch in Finnland verwendet. Es bildete außerdem den Ursprung einiger Symbole, die der schwedische Sinologe Bernhard Karlgren für seine Rekonstruktion des Mittelchinesischen verwendete.
Drei der zusätzlichen Buchstaben (ⱸ, ⱹ sowie ⱺ) sind ebenfalls in der Unicode-Version 5.1.0 (U+2C78 bis U+2C7A) für den Gebrauch in einem Wörterbuch finnlandschwedischer Dialekte enthalten. Ein Antrag auf Einbeziehung 106 weiterer Buchstaben wurde 2007 eingereicht. Mit Stand Mitte 2024 steht diese Anfrage immer noch offen.